# Chaoborus festivus
Chaoborus festivus är en tvåvingeart som beskrevs av Dyar och Shannon 1924. Chaoborus festivus ingår i släktet Chaoborus och familjen tofsmyggor. Inga underarter finns listade i Catalogue of Life.